# Большая Саровка
Больша́я Са́ровка — посёлок в Колпашевском районе Томской области России. Административный центр Саровского сельского поселения. Основан в 1936 году.

## География
Посёлок находится в центральной части Томской области, в пределах юго-восточной части Западно-Сибирской равнины, в таёжной зоне, на правом берегу реки Саровка, к востоку от Оби, на расстоянии примерно 24 км (по прямой) к юго-востоку от города Колпашево, административного центра района. Абсолютная высота — 72 м над уровнем моря.

### Часовой пояс
Посёлок Большая Саровка, как и вся Томская область, находится в часовой зоне МСК+4. Смещение применяемого времени относительно UTC составляет +7:00.

## Население
| 2002 | 2010 | 2012 | 2013 | 2014 | 2015 | 2021 |
| ---- | ---- | ---- | ---- | ---- | ---- | ---- |
| 862  | ↘772 | ↘744 | ↘739 | ↘722 | ↗735 | ↘552 |

### Половой состав
По данным Всероссийской переписи населения 2010 года, в гендерной структуре населения мужчины составляли 50,1 %, женщины — соответственно 49,9 %.

### Национальный состав
Согласно результатам переписи 2002 года, в национальной структуре населения русские составляли 90 %.

## Улицы
| - ул. Береговая, - ул. Зелёная, - ул. Лесная, - ул. Молодёжная, - ул. Октябрьская, | - ул. Первомайская, - ул. Рабочая, - ул. Садовая, - ул. Сибирская, - ул. Советская. |

## История
В 1994—2003 гг. в посёлке существовало селькупское национальное промысловое хозяйство «Сондровское».

## Известные уроженцы
- Кинякин, Сергей Иванович (род. 1961) — советский и белорусский гребец, четырёхкратный чемпион мира. Заслуженный мастер спорта СССР.